# 34 Lyncis
34 Lyncis är en gul underjätte i stjärnbilden Lodjuret.
34 Lyncis har visuell magnitud +5,34 och är synlig för blotta ögat vid normal seeing. Den befinner sig på ett avstånd av ungefär 180 ljusår.